# مونتاین ریتریت (کالیفرنیا)
مونتاین ریتریت (به انگلیسی: Mountain Retreat) یک منطقهٔ مسکونی در ایالات متحده آمریکا است که در شهرستان کالاوراس، کالیفرنیا واقع شده‌است. مونتاین ریتریت ۱٬۲۳۵ متر بالاتر از سطح دریا واقع شده‌است.